# Nora Iuga

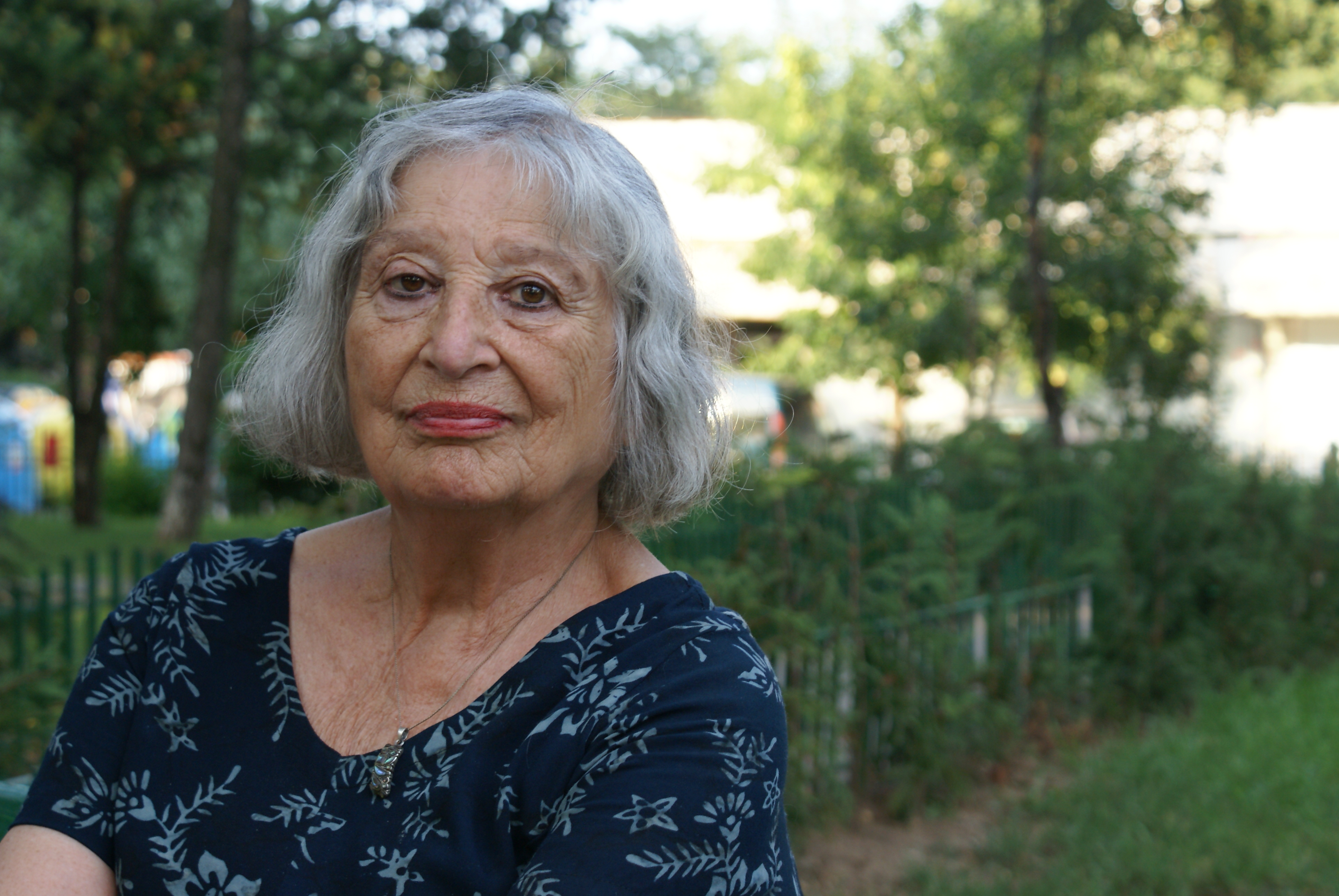
Nora Iuga, 2010

Nora Iuga (* 4. Januar 1931 in Bukarest als Eleonora Almosnino) ist eine rumänische Dichterin und Übersetzerin.
Iugas Vater war Violinist, ihre Mutter Ballerina, und während ihre Eltern auf Tournee in Deutschland, Belgien und den Niederlanden waren, besuchte sie zwischen 1935 und der Rückkehr nach Rumänien 1938 Kindergärten in Freiburg und Kassel. 1948 begann sie ein Studium der Germanistik. Sie arbeitete als Grundschullehrerin in Hermannstadt, danach als Journalistin für deutschsprachige Zeitungen. 1968 erschien ihr erster rumänischer Gedichtband, und sie fand bald Anerkennung als Lyrikerin. Ende der 1970er Jahre begann sie, deutsche Schriften ins Rumänische zu übersetzen, darunter Werke von E. T. A. Hoffmann und Ernst Jünger, Günter Grass’ Die Blechtrommel und Elfriede Jelineks Die Klavierspielerin sowie Werke von Herta Müller, Oskar Pastior, Hans Joachim Schädlich und Ernest Wichner.
2007 verlieh ihr die Deutsche Akademie für Sprache und Dichtung den Friedrich-Gundolf-Preis für die Vermittlung deutscher Kultur im Ausland dafür, dass sie „seit den achtziger Jahren zahlreiche Werke der deutschen Romantik und Gegenwartsliteratur vorbildlich übertragen und damit ins Bewußtsein der rumänischen Öffentlichkeit gerückt hat. [Die Akademie] ehrt die bedeutende Vermittlerin deutscher Kultur in Rumänien, einem Land, das sich allzulange gegenüber der deutschen Kultur und seiner deutschsprachigen Minderheit abweisend verhalten hat.“ Die Laudatio hielt Ernest Wichner.
2010 erschien Nora Iugas erster Roman Die Sechzigjährige und der junge Mann in der Übersetzung von Eva Ruth Wemme bei Matthes & Seitz Berlin. Der Roman erzählt die platonische Liebe einer reiferen Dichterin zu einem jüngeren Schriftsteller und zeichnet zugleich ein Panorama der rumänischen Literaturszene. 

## Werke
- Der Autobus mit den Buckligen. Akademie Schloss Solitude, Stuttgart 2003,  ISBN 978-3-929085-84-6 (übersetzt von Ernest Wichner).
- Gefährliche Launen. Ausgewählte Gedichte. Klett-Cotta, Stuttgart 2007, ISBN 978-3-608-93765-7 (übersetzt von Ernest Wichner).
- Die Sechzigjährige und der junge Mann. Matthes & Seitz Berlin, Berlin 2010, ISBN 978-3-88221-532-8 (übersetzt von Eva Ruth Wemme).
- Vom Süden her kommt ein Herz auf Stelzen, Fotografien und Gedichte. Kunst und Text (KuTe), Waldgut Verlag, Frauenfeld, 2011. ISBN 978-3-03740-102-6. (mit Fotografien von Werner Gadliger, übersetzt von Dana Ranga und Ernest Wichner)